# Le Pauvre d'Assise
Le Pauvre d'Assise (en grec moderne : Ο Φτωχούλης του Θεού, « O Ftoxoúlis tou Theoú » en français : Le Pauvre de Dieu) est un roman de l'écrivain grec Níkos Kazantzákis. Il est publié à Athènes en 1956. 
Le livre relate la vie romancée de Saint François d'Assise, « une synthèse de biographie, les poésies et les choses que Saint François n'a pas dites ». Níkos Kazantzákis avait déjà publié, en 1951, la traduction, en grec, de la biographie du même saint, rédigée par l'écrivain danois Johannes Joergensen, sous le titre de Saint François d'Assise (en grec moderne : Ο Άγιος Φραγκίσκος της Ασίζης).
Le roman est dédié à Albert Schweitzer.